# Apollodoto II
Apollodoto II (in greco antico: Ἀπολλόδοτος Β΄?, Apollódotos B'; fl. I secolo a.C.) fu un re indo-greco che regnò nella parte occidentale e orientale del Punjab.
Bopearachchi lo data all'80-65 a.C. circa e R. C. Senior all'85-65 a.C. circa. Apollodoto II fu un importante sovrano che sembra aver ristabilito il regno indo-greco in una certa misura del suo antico splendore. Taxila, nel Punjab occidentale, fu riconquistata dal dominio nomade degli Sciti.

## Biografia
Apollodoto II sembra essere stato un membro della dinastia di Menandro I, dal momento che utilizzò la loro tipica divinità Atena Alkidemos sulla maggior parte dei suoi argenti, e anche il titolo di Menandro Soter (in greco antico: Σωτήρ?, Sōtḗr, "il Salvatore"), su tutte le sue monete. Su alcune monete si fa chiamare anche Filopatore (in greco antico: Φιλοπάτωρ?, Philopátōr, "l'amante del padre"), il che dimostra che suo padre era stato re prima di lui. R C Senior ipotizza che il padre potesse essere Aminta o Epandro.
Il regno di Apollodoto potrebbe essere iniziato nel Punjab, quando il re scita Maues governava nel Gandhara e nella sua capitale Taxila. È probabile che Apollodoto II abbia preso il controllo di Taxila dopo la morte di Maues, anche se non è certo se abbia sconfitto Maues o i suoi discendenti, o se fosse alleato o legato alla dinastia di Maues. I tardi indo-greci potrebbero essere stati piuttosto mescolati con indiani e sciti. R C Senior suggerisce che Apollodoto avesse stretto un'alleanza con un altro re scita, Azes I.
La presa scita sul Gandhara si allentò dopo la morte di Maues e nella zona emersero piccoli re di origine mista o incerta, come Artemidoro, figlio di Maues, Telefo e forse Menandro II. Questi re non costituirono una minaccia per Apollodoto II, che su alcune sue monete assunse il titolo di Basileus Megas (in greco antico: Βασιλεὺς Μέγας?, Basileùs Mégas, "Grande Re"), in eco al titolo vanaglorioso di Maues "Grande Re dei Re".
Dopo la morte di Apollodoto II, il regno indo-greco si frammentò sempre di più.

## Monete di Apollodoto II

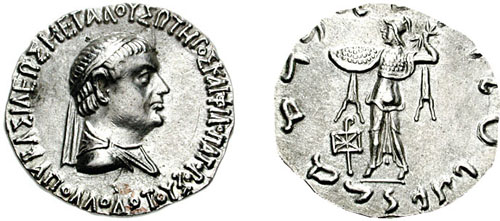
Il re indo-greco Apollodoto II (80-65 a.C.).
Testa: Il busto del re Apollodoto II. La Legenda greca recita ΑΠΟΛΛΟΔΟΤΟΥ ΒΑΣΙΛΕΩΣ ΜΕΓΑΛΟΥ ΣΩΤΗΡΟΣ ΚΑΙ ΦΙΛΟΠΑΤΟΡΟΣ, ovvero "Di Apollodoto il Grande, Salvatore e Re amante del Padre".
Croce: Atena Alkidemos in piedi a sinistra, con la folgore nella mano destra sollevata, che tiene l'egida con il braccio sinistro. La legenda in caratteri kharoshthi recita Tratarasa Maharajasa Apalatasa, ovvero "Il re salvatore Appolodoto"

Apollodoto II emise un gran numero di monete. Ha coniato monete d'argento con un ritratto diademato sul dritto e un rovescio di Atena Alkidemos, e anche una moneta unica con il rovescio di un re, forse Alessandro Magno, seduto su un cavallo cornuto simile al Bucefalo di Alessandro e che tiene la mano in un gesto di benedizione.
Ha battuto bronzi con Apollo/tripode, un tipo introdotto dal suo omonimo Apollodoto I.
Le monete di Apollodoto II sono di qualità diversa. Alcune presentano ancora i ritratti realistici caratteristici delle monete indo-greche precedenti, e Bopearachchi attribuisce queste serie alla parte occidentale del suo regno. Altre sono mal coniate e/o presentano ritratti sgraziati e distorti, e Bopearachchi le interpreta come appartenenti a zecche di recente apertura nel Punjab orientale, presumibilmente coniate da celatori indiani con scarsa conoscenza delle abilità incisorie greche.
Su alcune delle sue monete sono presenti monogrammi extra a forma di lettere kharosthi. Questi monogrammi sono interpretati, come già suggerito da W.W. Tarn, come appartenenti a funzionari con nomi indiani. Le monete indicano quindi che Apollodoto II si affidò maggiormente ai suoi sudditi indiani rispetto ai re precedenti, aprendo anche nuove zecche nel Punjab orientale, dove la presenza greca era scarsa.
Apollodoto II ha sovrastampato un bronzo di Maues. Zoilo II ha sovrastampato alcune monete di Apollodoto II, così come Azes I.